# Дузев, Дмитрий Борисович
Дмитрий Борисович Дузев (27 июля 1967, Алма-Ата, Казахская ССР, СССР) — советский и казахстанский футболист, защитник и полузащитник. Выступал за сборную Казахстана.

## Биография
Дмитрий Дузев родился 27 июля 1967 года в Алма-Ате.
Выступал на позициях защитника и полузащитника. Начал карьеру в 1984 году, когда провёл 3 матча во второй союзной лиге за СКИФ из Алма-Аты. В том же сезоне сыграл 1 поединок за дубль выступавшего в высшей лиге «Кайрата». В 1985—1986 годах продолжал защищать цвета СКИФа.
После двухлетнего перерыва в карьере в 1989 году перешёл в «Жетысу» из Талды-Кургана, где стал футболистом основного состава и за три сезона во второй и второй низшей лигах 107 матчей, забив 12 мячей.
После того Казахстан стал независимым и начал разыгрывать свой чемпионат, «Жетысу» был включён в высшую лигу. В первом сезоне Дузев провёл в его составе 29 игр, забил 6 мячей. В 1993 году он перешёл в «Динамо» из Алма-Аты, но уже через год вернулся в талдыкурганскую команду, которая тогда уже называлась «Кайнар» и играла в первой лиге. В 1994 году Дузев помог ей вернуться в высшую лигу.
В 1997 году перешёл в «Батыр» из Экибастуза, в 1998 году — в «Астану», где не сумел закрепиться в основном составе и провёл только 1 матч, тогда как за дубль сыграл 15 матчей и забил 1 гол.
В 1999 году провёл последний сезон в карьере в составе «Жетысу».
В 1996 году сыграл 4 матча за сборную Казахстана в отборочном турнире Кубка Азии, мячей не забивал.
В последние годы выступает за ветеранскую команду «Жетысу».

## Статистика

### Матчи за сборную Казахстана
| № | Дата         | Соперник | Счёт    | Мячи | Соревнование                  |
| 1 | 14 июня 1996 | Катар    | 1:0 (д) | -    | Кубок Азии. Отборочный турнир |
| 2 | 21 июня 1996 | Сирия    | 0:2 (г) | -    | Кубок Азии. Отборочный турнир |
| 3 | 5 июля 1996  | Катар    | 0:3 (г) | -    | Кубок Азии. Отборочный турнир |
| 4 | 12 июля 1996 | Сирия    | 0:1 (д) | -    | Кубок Азии. Отборочный турнир |